# Grand Casinò Portorose
Il Grand Casinò Portorose è stato fondato nel 1913 ed è conosciuto come la casa da gioco più antica della Slovenia.

## La Storia
La prima casa da gioco della Slovenia è nata nel 1913. Oggi, il Grand Casinò Portorose (Portorož) è il casinò con la più lunga tradizione in Slovenia, offrendo, oltre ai giochi dal vivo ai tavoli, anche roulette elettroniche e una vasta selezione di macchine da gioco più sofisticate come l'American roulette, Midi punto banco, Chemin de fer, Let it ride, Black Jack, Caribbean Poker e la French roulette.

## La gestione
In Slovenia il settore del gioco d'azzardo è soggetto ad una rigorosa regolamentazione da parte dello Stato, proprio per questo Casinò Portorož d.d. e il primo proprietario della licenza Slovena per i Casinò Online. Casinò Online: 